# Hogna patens
Hogna patens Roewer, 1959 è un ragno appartenente alla famiglia Lycosidae.

## Caratteristiche
I cheliceri sono di colore marrone scuro; la parte frontale è ricoperta da una peluria biancastra tendente al grigio.
L'olotipo femminile rinvenuto ha lunghezza totale è di 16 mm; la lunghezza del cefalotorace è di 7 mm e quella dell'opistosoma è di 9 mm.

## Distribuzione
La specie è stata reperita nello Zimbabwe: sugli specimen degli esemplari reperiti non era specificata alcuna località.

## Tassonomia
Al 2017 non sono note sottospecie e dal 1959 non sono stati esaminati nuovi esemplari.